# El Siglo (Chile)
El Siglo es un periódico semanario chileno, órgano oficial del Comité Central del Partido Comunista de Chile.

## Trayectoria
La historia del periódico El Siglo puede dividirse en 4 etapas:
La primera abarca desde su fundación como diario el 31 de agosto de 1940, día en que apareció el primer número, hasta el cese de su publicación el 14 de julio de 1948 como consecuencia de la Ley de Defensa de la Democracia aprobada durante el gobierno de Gabriel González Videla. Para reemplazarlo, el Partido Comunista sacó 10 de septiembre de 1949 el periódico Democracia, que circuló sin explicitar que era comunista para evitar ser clausurado. El reconocimiento como órgano del PC se produjo en su última edición, en 1952.
La segunda etapa cubre el periodo que va desde el 25 de octubre de 1952, cuando reapareció ocho días antes de que González Videla entregara el mando del país a Carlos Ibáñez del Campo, que había ganado presidenciales del 4 de septiembre, hasta el golpe militar de 1973 encabezado por el general Augusto Pinochet que acabó con el gobierno del socialista Salvador Allende. El 24 de marzo de 1955 las oficinas de la redacción del periódico, en aquel entonces ubicadas en San Diego 419, sufrieron un incendio que las destruyó completamente.
En esta época adquirió gran notoriedad, especialmente durante el gobierno de la Unidad Popular, liderado por Allende, en el que participaba el PC. Durante la UP, El Siglo tenía una tirada de 29.000 ejemplares diarios, ocupando el segundo lugar entre la prensa proallendista, muy por detrás del Clarín (Chile) (220.000) y por delante de  Puro Chile (25.000), La Nación (21.000) y Última Hora (17.000).
La última portada de El Siglo antes de su clausura llamaba al pueblo a defender el gobierno de Allende ante un posible levantamiento militar. El titular decía: "¡Cada cual en su  puesto de combate!". Esta edición alcanzó a tener una muy débil distribución la mañana del 11 de septiembre de 1973. La junta clausuró El Siglo junto con otros medios de comunicación. 
La tercera etapa corresponde a la época de clandestinidad, en la que el órgano del PC circuló esporádicamente y con gran dificultad, debido a la persecución que ejerció la dictadura. En la década de 1970 se publicó en forma de boletín irregular y a partir de la segunda mitad del año 1988 ya como edición continuada de la última de 1973. En ese tiempo el lema del diario era "el primer activista de la revolución chilena"
La cuarta etapa se extiende desde septiembre de 1989, cuando se convierte nuevamente en una publicación de circulación legal, hasta la actualidad. 
Entre sus directores destacó Luis Corvalán. Otros colaboradores permanentes fueron José Miguel Varas, Orlando Millas y Hugo Fazio. Su actual director es Hugo Guzmán; sale los días viernes.
El Siglo suspendió provisionalmente su edición impresa, y producto de la pandemia de coronavirus en 2020, pero dos años más tarde, el 12 de marzo de 2022 reanudó su edición semanal en papel impreso.